# Hartington Nether Quarter
Hartington Nether Quarter est une paroisse civile du Derbyshire, en Angleterre.